# Sovexportfilm
Sovexportfilm (kyrilliska: Совэкспортфильм) var en sovjetisk filmdistributör som svarade för export och import av sovjetiska filmer. Företaget var underställt Sovjets handelsrepresentation och hade under flera år monopol på import av utländska filmer till Sovjetunionen.
Finland var det enda landet i världen där Sovexportfilm ägde distributionsbolaget (Kosmos-Filmi Oy, sedan 1944) som också hade sina egna biografer: Capitol vid Mannerheimvägen 16, Pikku-Capitol i Kulturhuset (Sturegatan 4) och därefter sedan 1980 Kosmos 1 och Kosmos 2 i Hotell Presidenttis byggnad (Södra Järnvägsgatan 4).
När Michail Gorbatjov blivit ledare för Sovjetunionen följde flera reformer, vilket även påverkade biografverksamheten och Sovexportfilm.